# Akta Odessy (film)
Akta Odessy (ang. The Odessa File) – brytyjsko-niemiecki thriller szpiegowski z 1974 roku w reżyserii Ronalda Neame’a, zrealizowany na podstawie powieści o tym samym tytule autorstwa Fredericka Forsytha. Zdjęcia kręcono w Hamburgu, Salzburgu, Heidelbergu i Monachium.

## Obsada
- Jon Voight – Peter Miller
- Maximilian Schell – Eduard Roschmann
- Maria Schell – pani Miller
- Mary Tamm – Sigi
- Derek Jacobi – Klaus Wenzer
- Szemu’el Rodenski – Szymon Wiesenthal